# Thalictrum grandifolium
Thalictrum grandifolium är en ranunkelväxtart som beskrevs av S. Wats.. Thalictrum grandifolium ingår i släktet rutor, och familjen ranunkelväxter. Inga underarter finns listade i Catalogue of Life.